# EC 250 « Giruno »
L'EC 250 (ou RABe 501 en dénomination UIC) est un train des Chemins de fer fédéraux suisses, construit par Stadler Rail dans ses ateliers de Bussnang, en Thurgovie.
Ce sont des rames automotrices articulées. Commandées le 9 mai 2014, les 29 rames, d'une longueur unitaire de 202 mètres, sont aptes à rouler à 250 km/h, les classant ainsi comme des trains à grande vitesse. L'appel d'offres concernait des trains internationaux pour desservir l'axe nord-sud, les CFF s'attendant à une augmentation de la demande après l'ouverture des  tunnels de base du Saint-Gothard et du Ceneri. Ils devraient également remplacer les trains pendulaires ETR 610.

## Histoire

### Combler une demande
Avec l'ouverture du tunnel de base du Saint-Gothard en 2016 et celle du Ceneri en 2019, les CFF s'attendaient à une augmentation de la demande sur ce nouvel axe, nécessitant de nouveaux trains, aptes à la grande vitesse (égale ou supérieure à 200 km/h), et capables de rouler, sans changement de locomotive, en Italie et en Allemagne, puis optionnellement en Autriche.
Trois constructeurs répondirent à l'appel d'offres lancé par les CFF pour une nouvelle génération de trains à un étage, tricourant (CA 15 kV 16,7 Hz pour la Suisse, l'Allemagne et l'Autriche, CA 25 kV 50 Hz et CC 3 kV pour l'Italie) et aptes à 200 kilomètres par heure, ou plus. L'espagnol Talgo (dont le modèle de train proposé n'a jamais été communiqué à la presse), le français Alstom (avec le Pendolino ETR 610) et le suisse Stadler Rail, avec l'EC 250.
Pour 2023, la quasi-totalité des véhicules ferroviaires suisses doivent être accessibles aux personnes à mobilité réduite (PMR), ce qui contraint les opérateurs à adapter leur matériel roulant à une hauteur de perron de 550 millimètres, norme pour les quais suisses. Aussi, Talgo et Alstom ne proposant pas une entrée de plain-pied, mais obligeant les voyageurs helvétiques à monter des marches pour se rendre à l'intérieur du train, l'offre de Stadler est la seule retenue, puisqu'en adéquation avec la future loi. En effet, l'EC 250 propose deux entrées : une à 550 millimètres pour les quais suisses, et une autre à 760 millimètres pour les quais allemands. Les CFF tinrent une séance le 9 mai 2014 pour annoncer la nouvelle à la presse, et présenter en avant-première quelques images du nouveau train.
Le contrat portait sur une commande de 29 véhicules (avec une potentielle levée d'options pour 92 trains supplémentaires) de deux séries différentes : une comportant un wagon-restaurant, une autre sans. Quelques mois plus tard, les CFF décidèrent d'équiper tous les EC 250 d'un espace de restauration.
À la suite de l'annonce de l'attribution du contrat à Stadler, Alstom et Talgo déposèrent recours le 2 juin 2014 au tribunal administratif fédéral (TAF) pour tenter de relancer leurs chances. Mais devant le notable avantage de Stadler, les deux constructeurs décidèrent finalement de retirer leur plainte, le 17 septembre 2014 pour Alstom, le 17 décembre 2014 pour Talgo, après que le TAF a révoqué l'effet suspensif qu'elle avait accordé à l'espagnol, devant les fondations fragiles de sa plainte.
À noter encore que le canadien Bombardier n'était pas en lice pour décrocher cet appel d'offres, au vu du retard accumulé par la livraison d'un précédent véhicule pour les CFF, le Twindexx, et le travail engendré par la construction de ce dernier dans son antenne suisse à Villeneuve (VD).

### Train conçu rapidement
Après la signature du contrat, Stadler a fourni la première rame, ou du moins les premières voitures, aux CFF, afin que ceux-ci la présentent au salon ferroviaire InnoTrans à Berlin. Contre toute attente, il n'a fallu au fabricant que 23 mois pour boucler les cinq premières voitures du nouveau train (qui en comptera onze au total). Furent exposées quatre voitures de deuxième classe, et une de première. Au préalable, une maquette en bois à l'échelle 1:1 avait été réalisée au début de l'année 2015, afin d'éviter une bataille juridique similaire à celle qui avait entouré la conception du Twindexx, dont l'accessibilité avait été décriée par des associations de personnes handicapées. Après avoir réitéré cette expérience de la maquette, un millier de suggestions avait déjà été lancées, mais les clients consultés comme les associations avaient donné un retour positif sur le nouveau train.
En septembre 2016, lors de la présentation des cinq voitures finies, dont une voiture-pilote, ces impressions positives s'étaient renouvelées auprès du public. De plus, savoir qu'un tel véhicule ait pu être conçu en un laps de temps si restreint a suscité une grande fierté, tant chez Stadler (représenté à Berlin par son CEO, Peter Spuhler) que chez les CFF (également représentés par leur CEO Andreas Meyer).
La première rame complète est sortie des ateliers de Stadler Rail à Bussnang (TG) le 18 mai 2017. Les tests dynamiques ont débuté après cet événement.
La deuxième rame est quant à elle sortie des ateliers en septembre 2017.
Le 20 février 2018, une rame atteint la vitesse de 275 km/h entre Hannovre et Göttingen, en Allemagne,.
En septembre 2018, Stadler annonce que les homologations prévues en Allemagne, en Autriche et en Italie prennent du retard à cause de son fournisseur Siemens. Néanmoins, ces désagréments n'auront que peu de répercussions sur la mise en service réelle du train, selon le communiqué de presse diffusé par Stadler.

### Première mise en service
Début 2019, les résultats des tests dynamiques menés sur le réseau ferré suisse donnant satisfaction, il est annoncé que le Giruno sera mis en service progressivement au cours de l'année 2019. D'abord sur des lignes InterRegio (comme Bâle - Zürich - Coire), puis, au changement d'horaire de décembre, sur l'axe du Gothard. De ce fait, l'avenir des ETR 610 qui assurent ces services pour le moment n'est pas encore clair.

## Descriptif technique

### Partie électrique
Les parties techniques de l'EC 250 reposent sur des éléments d'un précédent véhicule de Stadler Rail, le FLIRT. On retrouve les mêmes convertisseurs : les transistors bipolaires à grille isolée (IGBT) fournis par ABB, de même que la grande majorité des composants électriques qui équiperont les futures rames, comme les transformateurs, les onduleurs, les chargeurs de batterie, ou encore les moteurs de traction. Ceux-ci développeront une puissance maximale de 6 000 kW, avec une force au démarrage de 300 kN et une vitesse maximale de 250 km/h. 
Les transformateurs et les convertisseurs IGBT seront montés respectivement derrière les postes de pilotage et sous les planchers au niveau des bogies Jacobs, tandis que les climatiseurs, les compresseurs et autres éléments de freins se situeront en toiture, au même niveau que les pantographes. Chaque rame en comportera quatre : pour la Suisse, l'Italie, l'Allemagne et l'Autriche. La puissance de 6 000 kW sera, quant à elle, fournie grâce aux huit moteurs de traction. 

### Poste de conduite

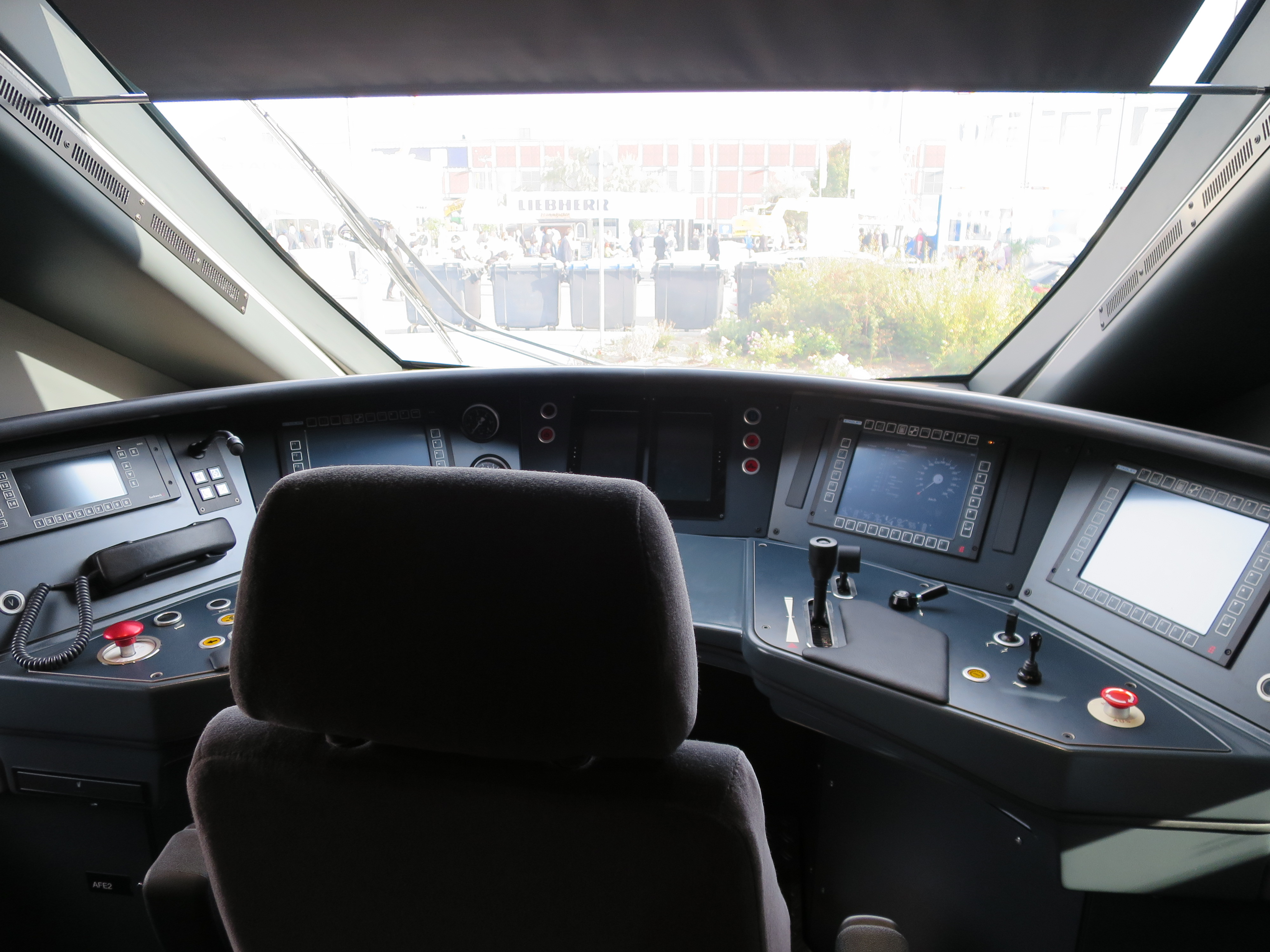
Vue générale du poste de conduite, avec à droite la manette de traction et de freinage magnétique, et à gauche (cachée par le siège) la manette du frein à air.

Le poste de conduite est en tout points similaire à celui du KISS (le train à deux étages de Stadler), avec, à droite du conducteur, le poussoir de régulation de la traction (en haut), du freinage magnétique (en bas) et du vidage complet des conduites d'air pour enclencher un freinage d'urgence (tout en bas, désigné par un point rouge).
À droite du conducteur, en plus du poussoir traction/frein magnétique, on trouve un régulateur de vitesse (que le conducteur peut actionner en cours de route pour bloquer la vitesse maximale à un certain seuil : ainsi, s'il le positionne sur la vitesse de 160 km/h, la vitesse maximale du train sera 160 km/h jusqu'à une nouvelle manipulation), un inverseur de traction, les commandes d'enclenchement de l'ETCS (bouton jaune), du pantographe, de l'avertisseur sonore, et enfin le robinet d'arrêt d'urgence. Toujours à droite, à côté de l'écran cette fois, l'arrêt d'urgence du LZB (système de sécurité allemand). Enfin, les deux écrans (Displays), fournis par la firme Pixy AG à Stadler, font office d'ordinateurs de bord afin de commander l'électronique du véhicule (système de couplage et découplage automatique par l'attelage Scharfenberg, diagnostic en cas de problème, données du bus-train, etc.).
En face du conducteur, les deux écrans tactiles relatifs à l'ETCS (système européen de contrôle des trains, dont le niveau 2 est installé dans les tunnels de base du Gothard, du Ceneri et du Lötschberg, ainsi que sur les lignes à grande vitesse de Suisse, telles que Mattstetten - Rothrist ou même la ligne Lausanne - Villeneuve.
À gauche, on retrouve un troisième ordinateur de bord, ainsi que les deux indicateurs de la pression des freins, avec la radio GSM-R, qui équipe actuellement tous les trains des CFF. Toujours à gauche, en bas, trois boutons rattachés au PZB (le deuxième système de sécurité allemand), le bouton-poussoir pour la commande des phares, ainsi que celui des essuie-glaces. À leurs côtés, la manette de commande du frein à air (avec la position tout en bas dévolue au frein d'urgence, renforcée avec le bouton rouge au-dessous du téléphone), les trois boutons pour l'ouverture des portes à gauche et à droite (en jaune) et leur fermeture (en rouge).
Ce poste de conduite a été pensé selon le modèle Européen standardisé, qui tend à remplacer les boutons par des écrans de contrôle, sauf pour certaines parties spécifiques, comme la commande de l'arrêt d'urgence ou l'ouverture/fermeture des portes.

### Architecture générale
Tous les bogies (à l'exception de ceux d'extrémité) sont de type Jacobs, supportant donc deux voitures, comme c'est le cas sur le TGV d'Alstom : cela prévient des dangers en cas de déraillement, une rame articulée comme l'EC 250 ne tendra pas à se déformer comme le ferait un train composé de wagons non-solidaires les uns aux autres (voitures IC 2000 tractées par une locomotive Re 460, par exemple).
L'isolation acoustique et thermique sera au plus haut niveau : le train devant traverser plusieurs fois par jour plus de septante kilomètres de ligne en tunnel (avec le Gothard et le Ceneri), il était nécessaire d'avoir des pertes et chocs thermiques minimaux, tout comme une réduction sensible du bruit au passage à 250 kilomètres par heure (200 dans un premier temps) dans les ouvrages.
Les portes sont louvoyantes et certaines équipées de deux marchepieds rétractables : un pour les quais suisses à 550 millimètres de hauteur par rapport au niveau du rail, un autre pour les quais allemands à 760 millimètres.
La garniture des sièges reprend la ligne graphique des trains grandes lignes des CFF : le gris et le bleu pour la deuxième classe, avec une disposition en 2+2 ; l'anthracite et le rouge pour la première, avec une disposition en 2+1. Tous les sièges sont numérotés, avec une traduction en braille pour les personnes malvoyantes et aveugles. Entre deux séries de sièges, un porte-bagages a parfois été inséré, tout comme un porte-skis.
La grande innovation de l'EC 250 a été de proposer des toilettes séparées pour les hommes (avec un urinoir) et les femmes. Comme sur le Twindexx, une des toilettes comportera une table à langer. Une a été également dédiée aux chaises roulantes et une autre pour le personnel du train.

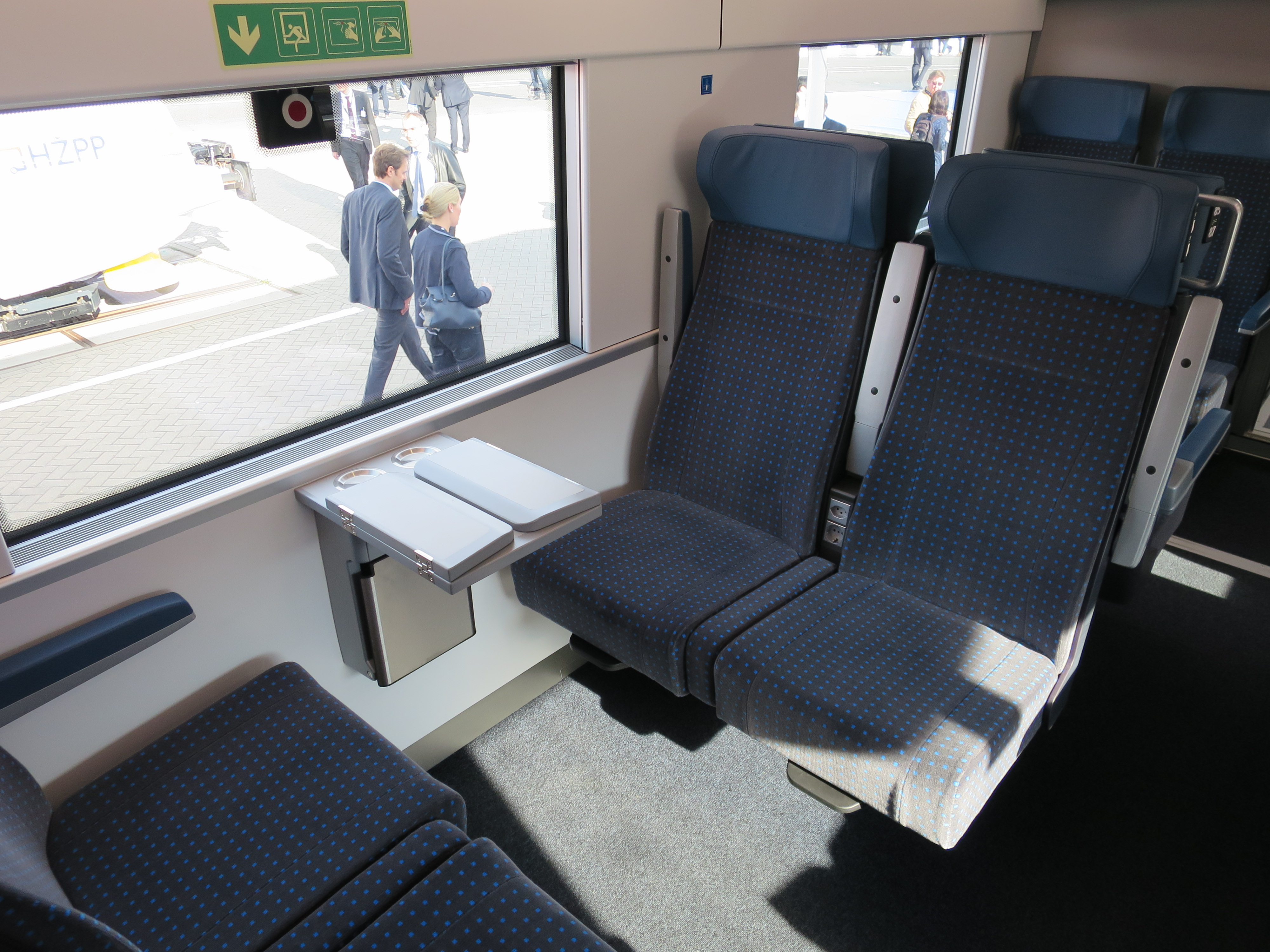
Intérieur du train en deuxième classe, avec garnitures de sièges grises et bleues. La tablette accolée à la fenêtre serait trop petite pour le confort attendu dans un train EuroCity.

La partie de première classe comportera 117 sièges, la seconde 288, tandis que le restaurant proposera 17 places. À noter qu'à tous les sièges, des prises de 230 volts compatibles avec les appareils suisses, allemands, autrichiens et italiens ont été installées. Dans le même ordre d'idées, le train sera relié au réseau suisse 3G/4G, et une connexion Wi-Fi sera également présente,.
Cependant, après la présentation du train au salon InnoTrans à Berlin en 2016, certaines voix se sont élevées, décriant le confort général du véhicule : les sièges seraient trop raides et durs, et par conséquent inadaptés pour un trafic longue-distance, avec des voyageurs restant assis parfois plusieurs heures d'affilée (trois heures pour un trajet Milan - Zurich, par exemple). Dernier détail, les demi-tablettes intercalées entre deux sièges de deuxième classe ne seraient, elles aussi, pas un bon choix de la part du constructeur.

## Nom
Le train a officiellement été baptisé Giruno, nom qui désigne une buse variable en romanche.
Au moment de l'attribution du contrat, Stadler avait présenté l'EC 250 comme étant le "premier train à grande vitesse à plancher surbaissé au monde", ce qui lui avait valu la colère de son concurrent espagnol Talgo, qui propose lui aussi un train à plancher surbaissé pour certains quais à 760 millimètres, comme les séries 250 et 350.
STADLER annonce officiellement le 17 août 2017 le Petit nom que l'entreprise a choisi pour son nouveau train. Dans la lignée des FLIRT et KISS, l'EC250 s'appelle dorénavant SMILE pour Schneller Mehrsystemfähiger Innovativer Leichter Expresszug. Ce nom a été choisi par Peter Spuhler, propriétaire et CEO de STADLER, sur base des propositions des visiteurs qui ont découvert l'usine pendant les journées portes-ouvertes organisées pour le jubilé des 75 ans de l'entreprise.

## Baptême
Les 29 rames recevront chacune un nom de baptême : les 26 premières reprendront les écussons des cantons suisses des Ae 6/6 11401 à 11425, avec celui du canton du Jura posé ultérieurement sur la 11483. Les 3 dernières seront baptisées « Saint-Gothard », « Simplon » et « Ceneri ». La dernière rame a été livrée le 10 mai 2021.

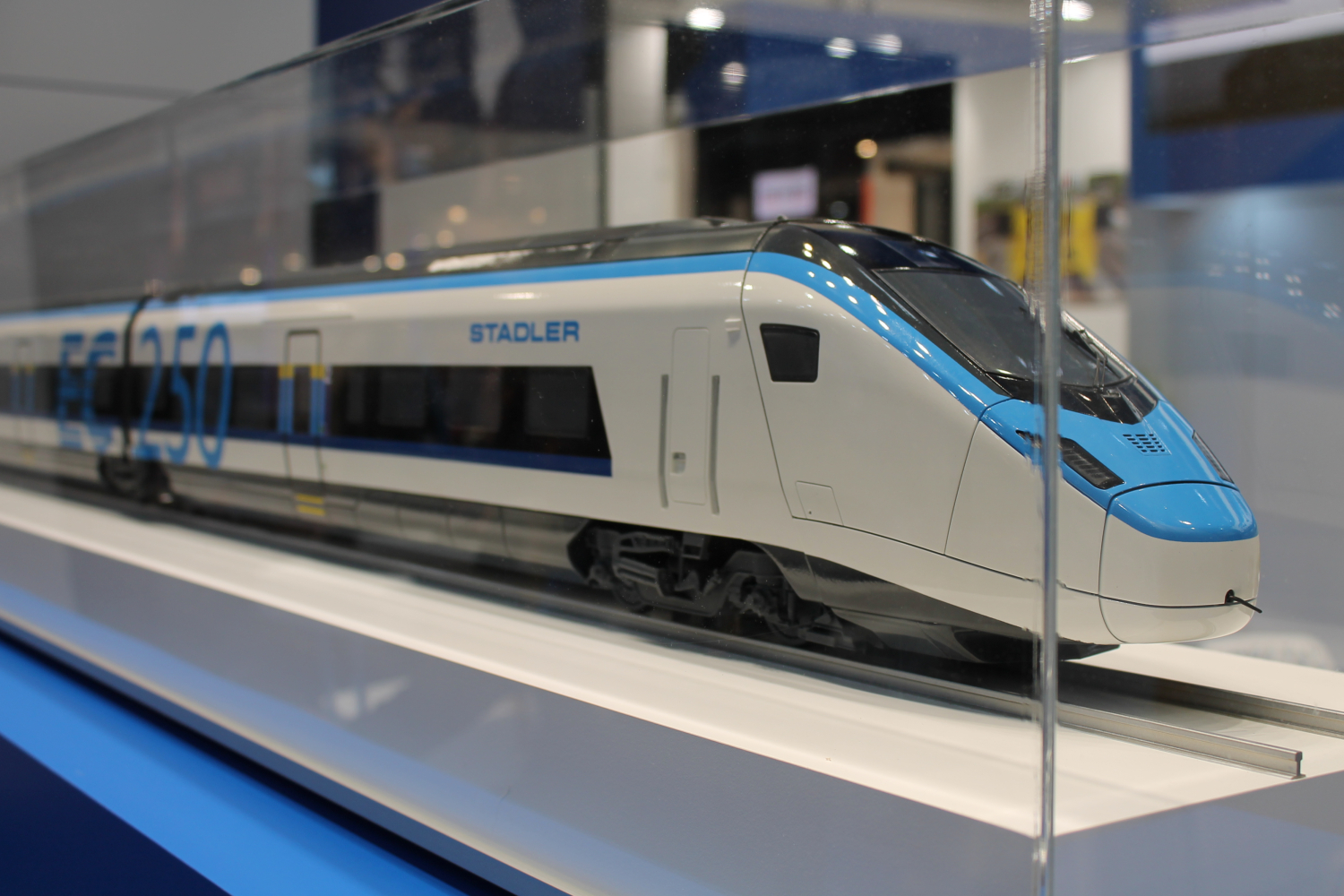
Maquette du futur train

| RABe 501 001 |  | Ticino           |              | RABe 501 011 |                   | Thurgau      |  | RABe 501 021  |  | Grabunden |
| RABe 501 002 |  | Argau            | RABe 501 012 |              | Solothurn         | RABe 501 022 |  | Vaud          |  |           |
| RABe 501 003 |  | San Gottardo     | RABe 501 013 |              | Zug               | RABe 501 023 |  | Valais/Wallis |  |           |
| RABe 501 004 |  | Schwyz           | RABe 501 014 |              | Bern/Berne        | RABe 501 024 |  | Neuchâtel     |  |           |
| RABe 501 005 |  | Nidwalden        | RABe 501 015 |              | Sainkt-Gallen     | RABe 501 025 |  | Genève        |  |           |
| RABe 501 006 |  | Obwalden         | RABe 501 016 |              | Glarus            | RABe 501 026 |  | Basel-Stadt   |  |           |
| RABe 501 007 |  | Uri              | RABe 501 017 |              | Fribourg/Freiburg | RABe 501 027 |  | Schaffhausen  |  |           |
| RABe 501 008 |  | Ceneri           | RABe 501 018 |              | Appenzell A.R.    | RABe 501 028 |  | Jura          |  |           |
| RABe 501 009 |  | Zürich           | RABe 501 019 |              | Appenzell I.R.    | RABe 501 029 |  | Simplon       |  |           |
| RABe 501 010 |  | Basel-Landschaft | RABe 501 020 |              | Luzern            |              |  |               |  |           |

## Nouvelles commandes
Afin d'étendre leur service de trains à grande vitesse vers l'Allemagne par Bâle dès 2026, sur le réseau de la Deutsche Bahn, les CFF achètent sept trains supplémentaires Giruno à Stadler Rail, pour un montant d'environ 250 millions de francs suisses en juin 2022. Puis, le 14 février 2024, les CFF commandent 5 rames supplémentaires pour 170 millions de francs suisses environ, pour continuer à développer leur offre internationale vers l’Italie, en particulier sur l'axe du Saint-Gothard dès 2026 également. Plusieurs destinations seront proposés dès 2026,,.
Le 12 mars 2025, le WESTbahn et Stadler ont signé un contrat pour l'achat de trois trains de type SMILE. Ils circuleront sur la ligne Vienne – Graz – Klagenfurt – Villach à partir de mars 2026